# فرنسيسكو باريو
فرنسيسكو باريو هو دبلوماسي وسياسي مكسيكي، ولد في 25 نوفمبر 1950 في Satevó Municipality ‏ في المكسيك. نشط حزبياً في حزب العمل الوطني. وقد انتخب عضو مجلس النواب المكسيك ‏ وانتخب Governor of Chihuahua ‏.